# Parque lineal de Garcia Fària
El parque lineal de Garcia Fària o parque del Maresme se encuentra en el distrito de San Martín de Barcelona. Fue creado en 2004 con un proyecto de Pere Joan Ravetllat y Carme Ribas. El nombre proviene de Pere Garcia Fària (Barcelona, 1858-1927), ingeniero de caminos y arquitecto, que fue director del Servicio de Saneamiento del Ayuntamiento de Barcelona, al que está dedicado el parque y el paseo en que se ubica.

## Descripción
Este parque fue creado en el contexto de la remodelación de la zona de Diagonal Mar efectuada para la celebración del Fórum Universal de las Culturas 2004. Se trata de un paseo de más de un kilómetro de largo —de ahí el nombre de parque lineal— que se encuentra sobre el aparcamiento situado junto a la Ronda del Litoral, entre las calles Bilbao y Josep Pla, y que enlaza los parques del Poblenou y de Diagonal Mar. La parte principal de su recorrido es una pista de pavimento duro, ideal para correr en bicicleta o con patines, bordeada de zonas verdes y áreas de juegos infantiles. La vegetación está confinada a unos parterres de formas trapezoidales, algunos de doble pendiente, con césped por un lado y adelfa blanca por otro, y varios parterres de gramíneas, como Hyparrhenia sp., Festuca sp., Cenchrus setaceus, Pennisetum villosum y Nassella tenuissima.

## Vegetación
Entre las especies presentes en el parque se hallan: el tamarisco (Tamarix gallica), la adelfa (Nerium oleander), la washingtonia (Washingtonia filifera), el palmito (Chamaerops humilis) y la morera del papel (Broussonetia papyrifera).